# Mun Sung-hak
Mun Sung-hak, internationaal bekend als Sung-Hak "Tom" Mun, (28 juli 1990) is een Zuid-Koreaans autocoureur.

## Carrière
Nadat Mun zijn autosportcarrière in het karting was begonnen, maakte hij in 2007 zijn debuut in het formuleracing. Hij deed mee aan de Formule Renault BARC en werd met een derde plaats als beste resultaat negende in het kampioenschap. Aansluitend deed hij ook mee aan het Formule Renault BARC Winterkampioenschap, waar hij als achttiende eindigde. In 2008 nam hij deel aan het reguliere kampioenschap van de Britse Formule Renault en werd hier 21ste in het kampioenschap. Opnieuw nam hij dat jaar ook deel aan het Winterkampioenschap, waar hij twintigste werd. Nadat hij in 2009 in geen enkel kampioenschap had deelgenomen, keerde hij in 2010 terug naar Azië om deel te nemen aan de Formule BMW Pacific voor het team E-Rain Racing. Terwijl zijn teamgenoot Jordan Oon met twee overwinningen als derde in het kampioenschap eindigde, sloot Mun het seizoen af op de tiende positie met een derde plaats als beste resultaat.
In 2011 mag Mun in de Formule 2 rijden.